# Antonín Podzimek
Antonín Podzimek (5. prosince 1915 – 12. června 1979) byl český a československý politik Komunistické strany Československa a poválečný poslanec Ústavodárného Národního shromáždění.

## Biografie
V roce 1946 se uvádí jako nástrojař, bytem Karlovy Vary.
V parlamentních volbách v roce 1946 byl zvolen poslancem Ústavodárného Národního shromáždění za KSČ. V parlamentu setrval do konce funkčního období, tedy do voleb do Národního shromáždění roku 1948.